# 1824 w sztukach plastycznych

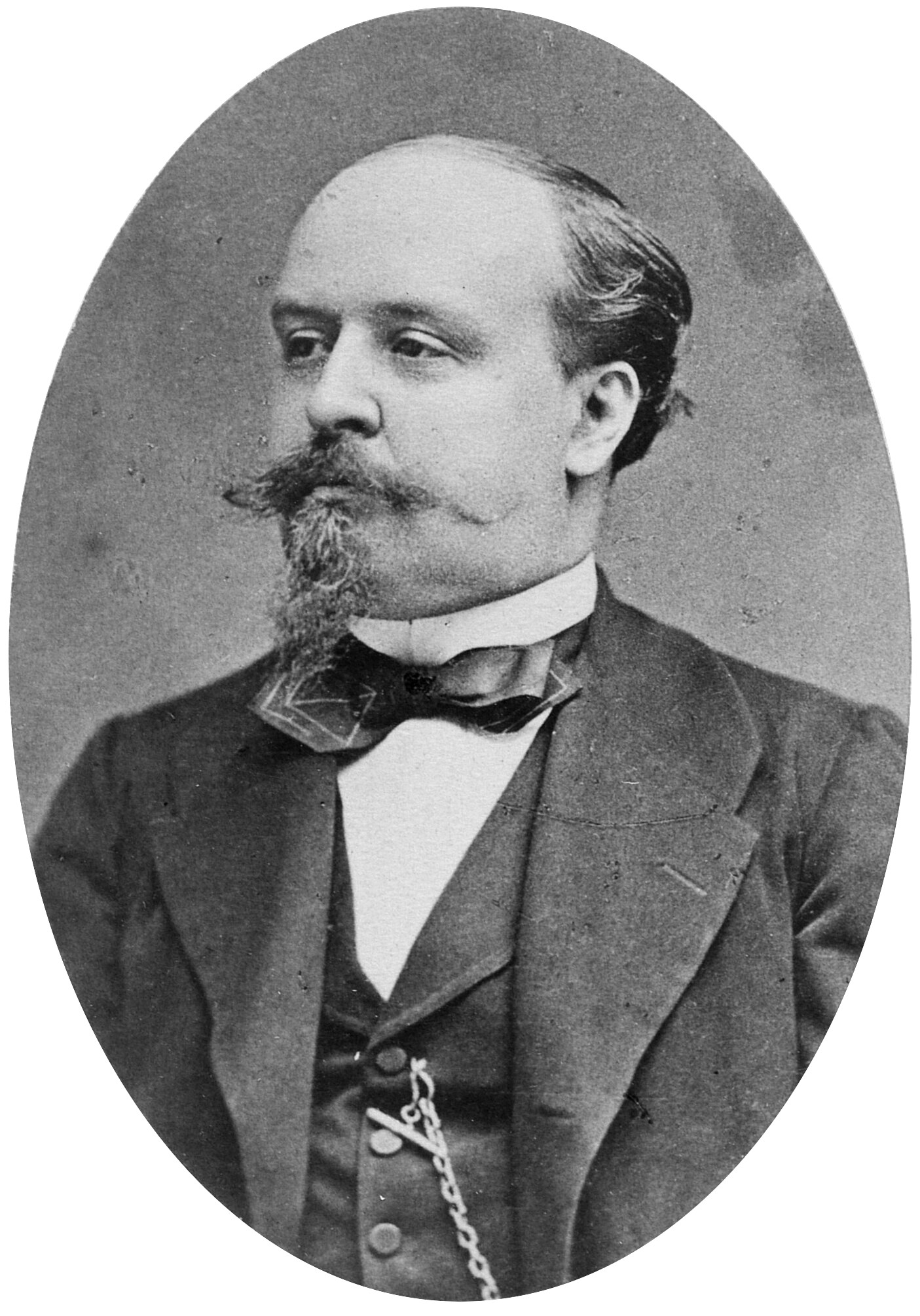
Juliusz Kossak

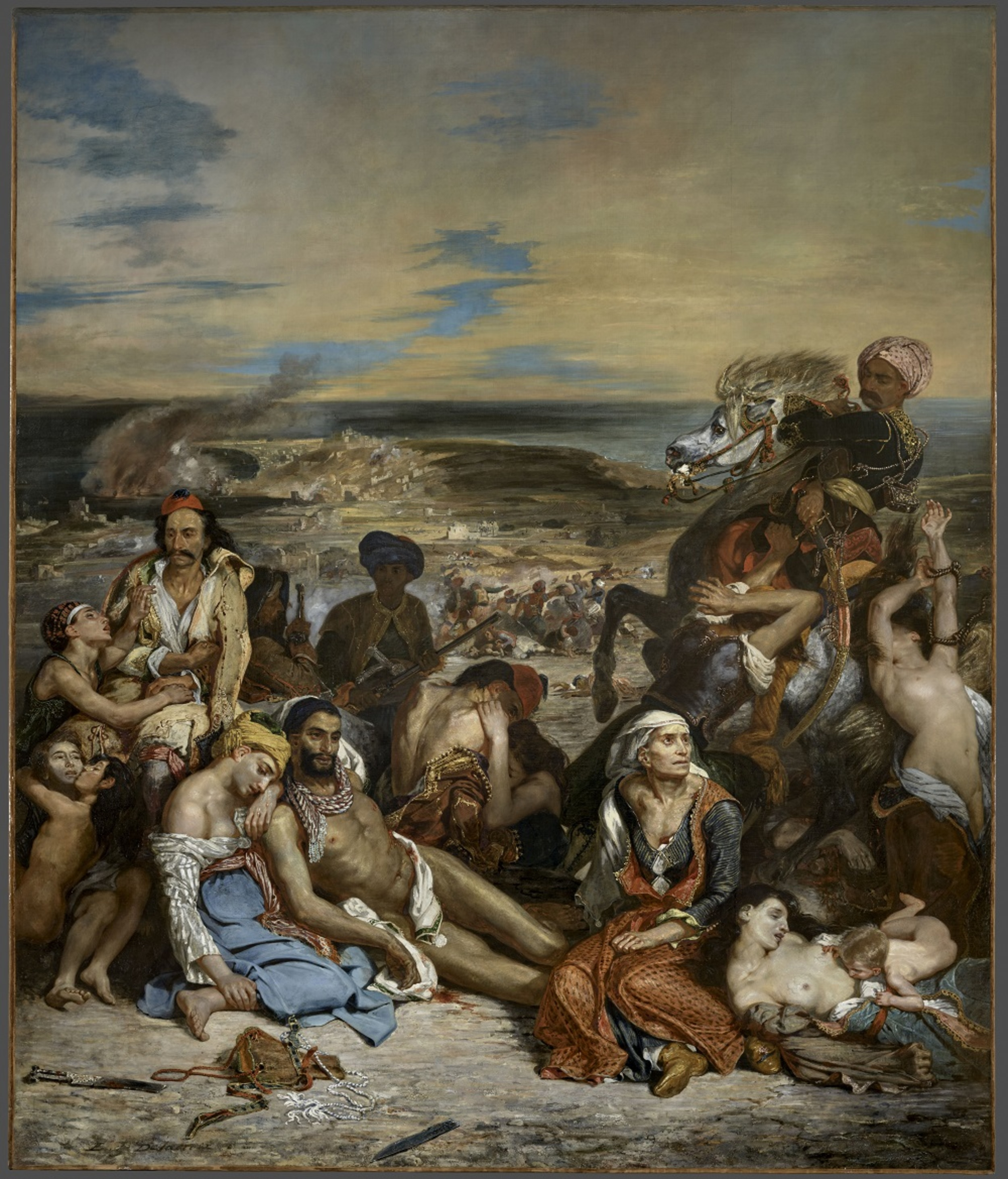
Eugène Delacroix, "Masakra na Chios"

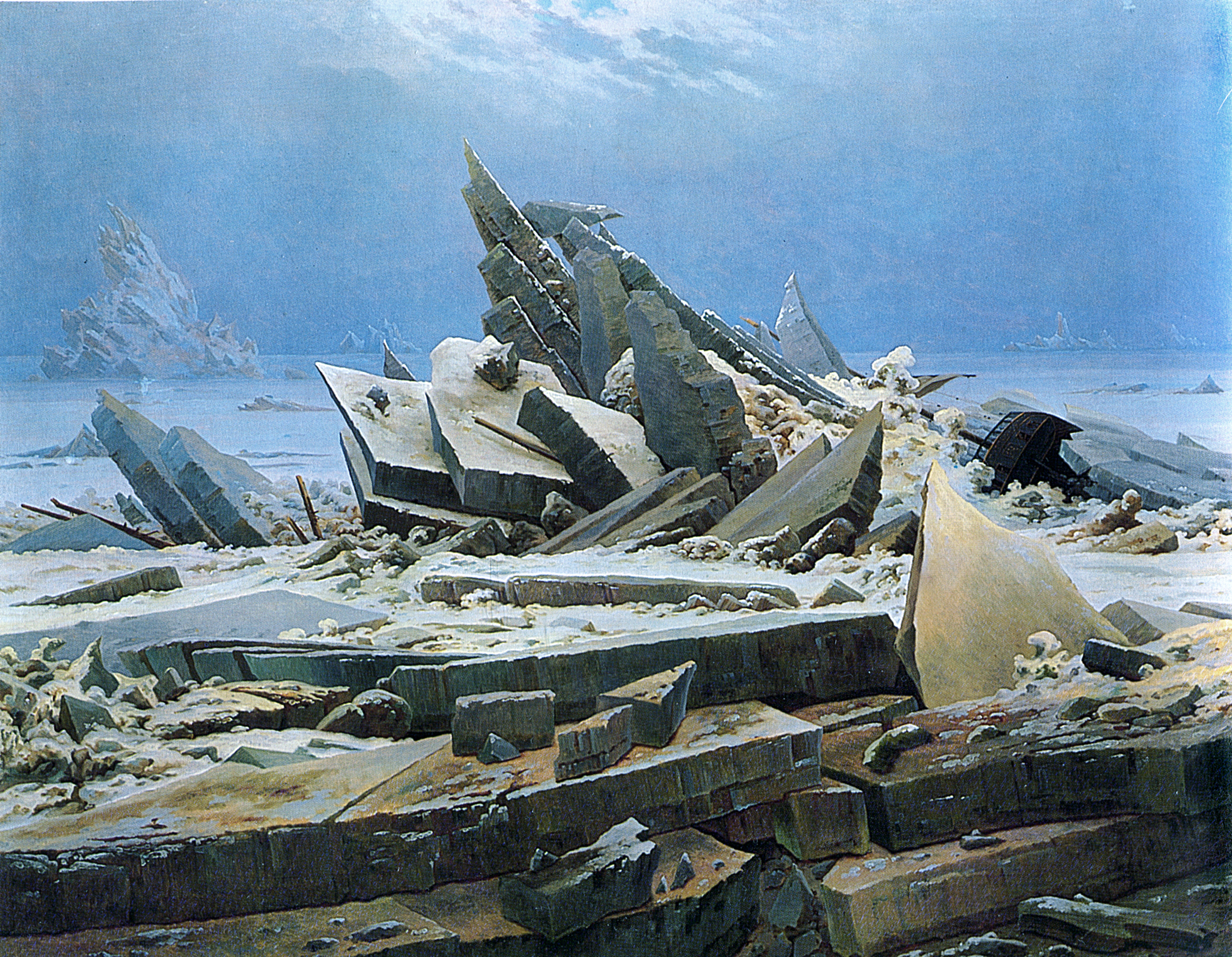
Caspar David Friedrich, "Morze lodu"

Wydarzenia w sztukach plastycznych i wizualnych w 1824 roku.

## Dzieła
- Caspar David Friedrich, Morze lodu[1].
- William Turner, Bitwa pod Trafalgarem[2].
- Eugène Delacroix, Masakra na Chios[3].

## Urodzili się
- 21 marca – William Morris Hunt, amerykański malarz[4].
- 11 maja – Jean-Léon Gérôme, francuski malarz i rzeźbiarz[5].
- 12 czerwca – Albert-Ernest Carrier-Belleuse, francuski rzeźbiarz[6].
- 29 lipca – Eastman Johnson, amerykański malarz[7].
- 14 października – Adolphe Joseph Thomas Monticelli, francuski malarz, prekursor Impresjonizmu[8].
- 27 października – Julie Wilhelmine Hagen-Schwarz, bałtycka malarka niemiecka, portrecistka
- 29 października – Juliusz Kossak, polski malarz[9].
- 6 grudnia – Emmanuel Frémiet, francuski rzeźbiarz[10].
- 10 grudnia – Aasta Hansteen, norweska malarka[11].
- 14 grudnia – Pierre Puvis de Chavannes, francuski malarz[12].

## Zmarli
- 26 stycznia – Théodore Géricault, francuski malarz[13][14].
- 17 kwietnia – William Ashford, brytyjski malarz[15].
- 24 grudnia – John Downman, walijski malarz-portrecista[16][17].